# Johann Arnold Nering

Castello di Charlottenburg

Johann Arnold Nering (Wesel, 13 gennaio 1659 – Berlino, 21 ottobre 1695) è stato un architetto tedesco, noto per i suoi progetti in stile barocco.

## Biografia

Gendarmenmarkt

Originario di Wesel, Nering è stato educato in gran parte in Olanda. Dal 1677-79 viaggiò anche in Italia. Nel 1682 lavorò alla porta e alla cappella del palazzo di Köpenick. Fu nominato nel 1684 Oberingenieur (ingegnere senior) da Federico Guglielmo I di Brandeburgo. L'anno seguente fu nominato Ingenieur-Oberst (ingegnere colonnello) all'interno dello Stato Maggiore.
Dopo che Federico III salì al trono nel 1688, Nering fu incaricato di supervisionare la costruzione di 300 case nella nuova città di Friedrichstadt. Progettò parzialmente la Gendarmenmarkt e contribuì alla realizzazione del palazzo di Schönhausen. A Königsberg progettò la Burgkirche, che venne costruita tra il 1690 e il 1696.

Fu nominato Oberbaudirektor (direttore architettonico senior) il 9 aprile 1691. Lavorò allo Schloss Oranienburg (1690-1694), al ponte Lange Brücke a Berlino (1692-1695), all'Hetzgarten nel 1693 e alla Parochialkirche e parte della Zeughaus nel 1695. Georg Heinrich Kranichfeld ha utilizzato il progetto di Nering per il castello di Schönhausen durante la costruzione di Holstein nella Prussia orientale. Nering ha anche dato origine al progetto dello Zeughaus, che fu completato nel 1730 e divenne il moderno Deutsches Historisches Museum.
Nel 1695, iniziò a progettare la residenza estiva di Sophia Charlotte Di Hannover, in seguito chiamato castello di Charlottenburg, ma morì prima che la costruzione fosse terminata. Sebbene il palazzo fu successivamente notevolmente modificato e ampliato, la sezione centrale venne chiamata Neringbau in onore dell'architetto. Nel 1892 gli fu anche intitolata una strada vicino al palazzo di Charlottenburg.

## Opere

Parochialkirche

- Parochialkirche
- Gendarmenmarkt
- Castello di Schönhausen
- Castello di Charlottenburg